# Pustularia bistrinotata
Pustularia bistrinotata – gatunek porcelanki. Osiąga od 14 do 24 mm i jest jedną z mniejszych porcelanek. Mimo tego, iż zamieszkuje spory obszar i jest stosunkowo pospolita, jej muszle w handlu nie są bardzo częste – wynika to najprawdopodobniej z wielkości ślimaka i związanych z tym trudności w jego poławianiu.

## Występowanie
Pustularia bistrinotata występuje dość licznie w wodach Morza Czerwonego oraz w zachodniej części Indo-Pacyfiku.